# Nacaduba nabo
Nacaduba nabo är en fjärilsart som beskrevs av Hans Fruhstorfer 1916. Nacaduba nabo ingår i släktet Nacaduba och familjen juvelvingar. Inga underarter finns listade i Catalogue of Life.